# Таврокатапсия
Тавроката́псията (на старогръцки: ταυροκαθάψια, „прескачане на бик“) е художествен мотив от средната бронзова епоха, характерен за Минойската цивилизация на остров Крит. Изображения със сходни мотиви от този период са известни също от Хетското царство, Древна Сирия, Бактрия и долината на Инд.
Таврокапсията често се интерпретира като изображение на ритуал, свързан с религиозно почитане на бика.
- Фреска от Кносос
- Минойска статуетка
- Гравюра на Франсиско Гоя, 1815-1816 г.